# Devil Reveals
Devil Reveals (engl.: Der Teufel offenbart sich) ist das zweite Studioalbum der deutschen Thrash-Metal-Band Cripper. Es wurde am 16. Juni 2009 über SAOL/H’Art, ein Independent-Label aus Hannover, veröffentlicht. Außerdem ist Devil Reveals das erste Album, bei dem Cripper Unterstützung durch einen Vertrieb und eine Promotionagentur bekamen.

## Entstehung
Nachdem die Band mit dem Album Freak Inside von 2007 ein Plattenlabel finden konnte, über das Freak Inside 2008 nochmals veröffentlicht wurde, schrieb sie Material für ein neues Album. Von alten Demoaufnahmen und dem Vorgängeralbum waren noch einige Lieder übrig, die die Band noch nicht aufgenommen hatte. Auf Basis dieser Ideen entstanden die Lieder für Devil Reveals. Die Aufnahmen für das Album fanden von März bis April 2009 in Hannover statt.

## Lieder
1. Helix – 1:22
2. I […] – 4:26
3. Life Is Deadly – 4:43
4. Kids Killing Kids – 6:04
5. Caged with a Gun – 4:15
6. Junkie Shuffle – 3:52
7. More Than 4 – 4:21
8. I Am the Pit – 2:40
9. Devil Reveals – 5:10
10. FAQU – 3:46
11. Methods in Madness – 1:13
12. Hysteria – 4:37

Die Musik schrieb die Band zusammen, die Texte stammen allesamt von Shouterin Britta Görtz.

## Rezeption
Die Presse sah das Album als großen Schritt in der Entwicklung der Band. Besonders wird der wesentlich verbesserte Sound im Gegensatz zum Vorgänger hervorgehoben. Aber auch im Bereich des Songwritings und der Spieltechnik wird der Band eine deutliche Verbesserung bescheinigt.

„„Devil Reveals“ ist eine bahnbrechende Thrash-Scheibe, nicht nur für die Band selbst, sondern auch für Fans“

Allerdings kam von manchen Seiten auch negative Kritik. Der Metal Hammer führt an, dass Görtz stimmlich nicht mit der Entwicklung der restlichen Band mithalten könne und bei anspruchsvolleren Passagen Probleme habe.